# Philosophie de la misère
Philosophie de la misère (en entier Système des contradictions économiques, ou Philosophie de la misère) est un ouvrage de Pierre-Joseph Proudhon publié en 1846, où celui-ci cherche à montrer le double caractère, bon et mauvais, des réalités économiques qui lui sont contemporaines, comme la valeur, la division du travail et les machines. Il a été l'objet d'une critique célèbre de Marx en 1847, sous le titre Misère de la philosophie.